# Friedrich Tamms
Friedrich Tamms (Schwerin, 4 agosto 1904 – Düsseldorf, 4 luglio 1980) è stato un architetto tedesco.

## Biografia
Ha studiato presso la scuola superiore tecnica di Monaco con Albert Speer e Rudolf Wolters passò all'Università Tecnica di Berlino. 
Dal 1935 al 1939 è stato consigliere della direzione per la costruzione delle autostrade del Reich. 
Nell'agosto del 1944 Hitler lo iscrisse al Gottbegnadeten-Liste (letteralmente: Lista dei Beati di Dio), la lista dei più importanti artisti del nazismo, esentati dal servizio militare.
Dopo la Seconda Guerra Mondiale ha lavorato nel servizio di urbanistica della città di Düsseldorf.